# RSA Academy
De RSA Academy (voormalige Willingsworth High School) is een school die gesponsord wordt door de Royal Society of Arts en gelegen is in Tipton in Groot-Brittannië. De school opende in 2008 haar deuren. Het is de eerste school in het Verenigd Koninkrijk die het Opening Minds Curriculum volgt.

## Werking
De Academy heeft drie afdelingen:
- Kunst, menswetenschappen en sport en ontspanning
- Wiskunde, wetenschap en technologie
- Taal en communicatie

De Academy hanteert andere schooldagen dan andere scholen. De lessen zijn drie uur lang en bijgevolg zijn er maar twee lessen per dag. Een jaar is onderdeel in 5 termijnen met elk 2 weken vakantie tussen en een 4-weken-durende zomervakantie.